# Todo para el pueblo
Todo para el pueblo es una expresión aplicada con distintos sentidos a los sistemas políticos desde el siglo XVIII.
La frase originaria es Tout pour le peuple, rien par le peuple (en francés, ‘Todo para el pueblo, nada por el pueblo’); y suele citarse en castellano como «Todo para el pueblo, pero sin el pueblo».
Su uso se extiende desde finales del siglo XVIII como lema del despotismo ilustrado, caracterizado por el paternalismo, en oposición a la opinión extendida desde los enciclopedistas que veía necesario el protagonismo y la intervención del pueblo en los asuntos políticos, incluso asignándole el papel de sujeto de la soberanía (principio de soberanía popular de Rousseau); para Kant la Ilustración es la salida del hombre de su autoculpable minoría de edad.
No es segura la atribución de la frase a alguno de los reyes del siglo XVIII a los que se ha atribuido la condición de déspotas ilustrados como Federico II el Grande, José II de Habsburgo ("josefismo"), Catalina II de Rusia, José I de Portugal (particularmente, por su principal ministro, el Marqués de Pombal) o Carlos III de España (a quien, en cambio, sí que se relaciona con la frase "mis vasallos [o los madrileños] son como los niños, que lloran cuando se les lava").

## Usos posteriores
La frase fue parafraseada por los jacobinos durante la Revolución francesa: Tout pour le peuple et par le peuple ("Todo para el pueblo y por el pueblo") y posteriormente por Abraham Lincoln (en el Discurso de Gettysburg, 1863) para definir el sistema democrático: Government of the people, by the people, and for the people ("Gobierno del pueblo, por el pueblo y para el pueblo").
Aparece en la carta a Fernando VII firmada por su padre Carlos IV, con fecha 2 de mayo de 1808 (simultánea al levantamiento de Madrid, sin conocerlo, pues ambos personajes se encontraban en Francia), refiriéndose a su renuncia al trono forzada por el motín de Aranjuez: "Todo debe hacerse para el pueblo, y nada por él: olvidar esta máxima es hacerse cómplice de todos los delitos que le son consiguientes". Se ha identificado "la mano de Napoleón" en esta frase.
Para Karl Marx, "la emancipación de la clase obrera será obra de los trabajadores mismos" (Estatutos de la Asociación Internacional de Trabajadores, 1864). Durante la Revolución rusa (1917) se utilizó el lema "Todo el poder para los soviets".
La expresión power to the people ("el poder al pueblo" o "poder para el pueblo", en inglés) está vinculada a movimientos de la segunda mitad del siglo XX.